# Reinhard Marx

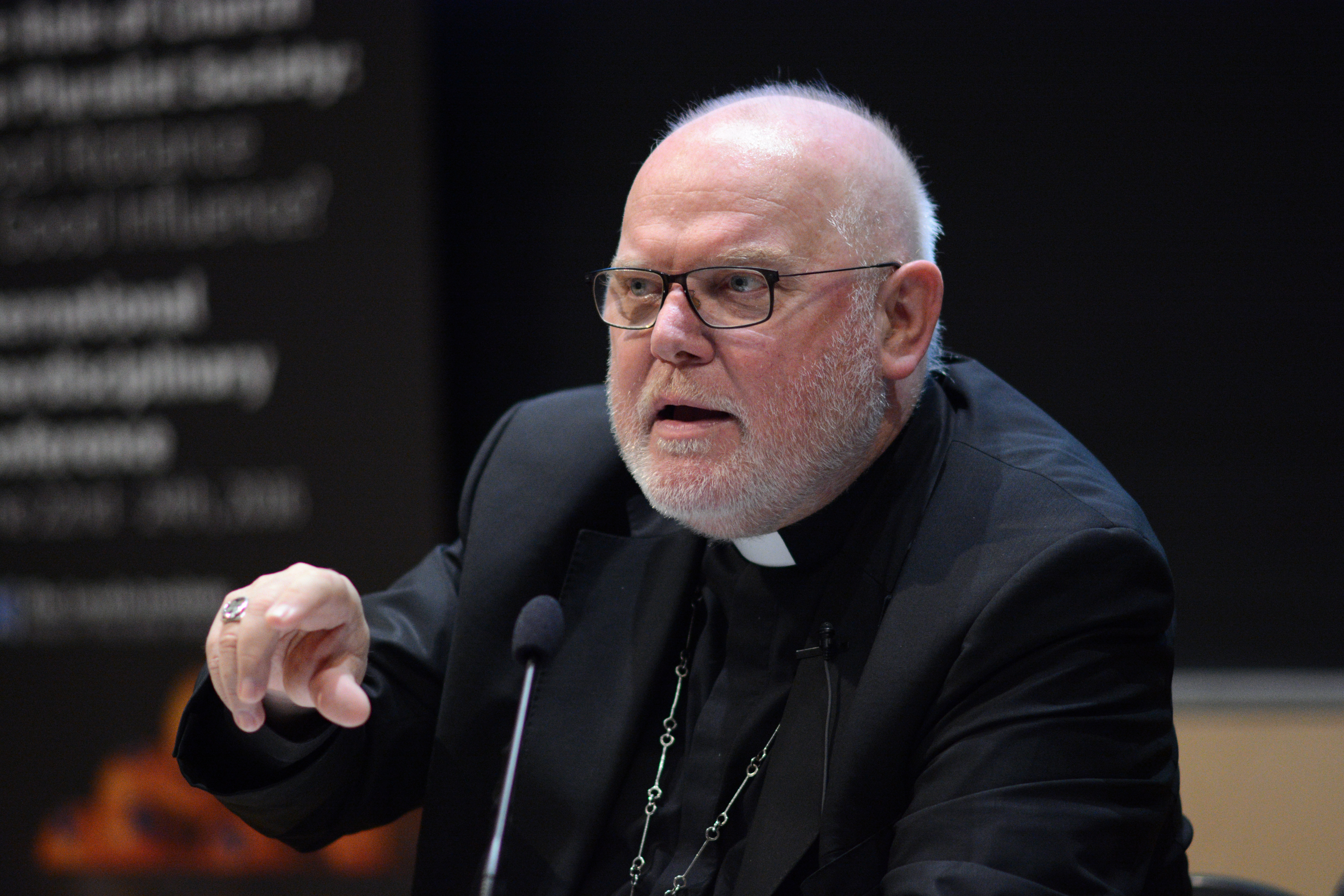
Reinhard Kardinal Marx (2016)

Kardinalswappen

Reinhard Kardinal Marx (* 21. September 1953 in Geseke, Nordrhein-Westfalen) ist Kardinal der römisch-katholischen Kirche und seit Februar 2008 Erzbischof von München und Freising sowie Metropolit der zugehörigen Kirchenprovinz. Seit 2010 ist er Kardinalpriester von San Corbiniano. Von 2012 bis 2018 war Kardinal Marx Präsident der Kommission der Bischofskonferenzen der Europäischen Gemeinschaft (ComECE), von 2014 bis März 2020 war er Vorsitzender der Deutschen Bischofskonferenz. Er ist Großprior der deutschen Statthalterei des Ritterordens vom Heiligen Grab zu Jerusalem.

## Leben

### Anfänge, Schul- und Hochschulbildung
Reinhard Marx wuchs als Sohn eines Schlossermeisters im westfälischen Geseke auf. Er legte im Jahre 1972 am Gymnasium Antonianum in Geseke die Abiturprüfung ab, während der Schulzeit war er auch im Bund Neudeutschland aktiv. Er studierte anschließend an der Theologischen Fakultät Paderborn katholische Theologie, einige Semester auch in Paris.

### Priester
Am 2. Juni 1979 empfing er das Sakrament der Priesterweihe durch Erzbischof Johannes Joachim Degenhardt. Seiner zweijährigen Tätigkeit als Vikar in Arolsen schloss sich von 1981 bis 1989 ein Zweitstudium an der Ruhr-Universität Bochum und der Westfälischen Wilhelms-Universität in Münster an. 1988 wurde Marx an der Katholisch-Theologischen Fakultät der Ruhr-Universität Bochum bei dem Fundamentaltheologen Hermann Josef Pottmeyer mit der Arbeit Ist Kirche anders? – Möglichkeiten und Grenzen einer soziologischen Betrachtungsweise zum Dr. theol. promoviert.
1989 wurde er Direktor des Sozialinstituts Kommende Dortmund des Erzbistums Paderborn im Dortmunder Stadtteil Brackel. Während seiner Tätigkeit in der Kommende war Reinhard Marx Subsidiar in der St.-Ewaldi-Gemeinde in Aplerbeck.
1990 wurde er von Kardinal-Großmeister Giuseppe Kardinal Caprio zum Großoffizier des Ritterordens vom Heiligen Grab zu Jerusalem ernannt und durch Franz Kardinal Hengsbach, Großprior der deutschen Statthalterei, investiert. Am 21. Juni 1993 verlieh ihm Papst Johannes Paul II. den Titel „Kaplan Seiner Heiligkeit“. 1996 erfolgte die Berufung zum außerordentlichen Professor für Christliche Gesellschaftslehre an die Theologische Fakultät Paderborn.

### Bischof

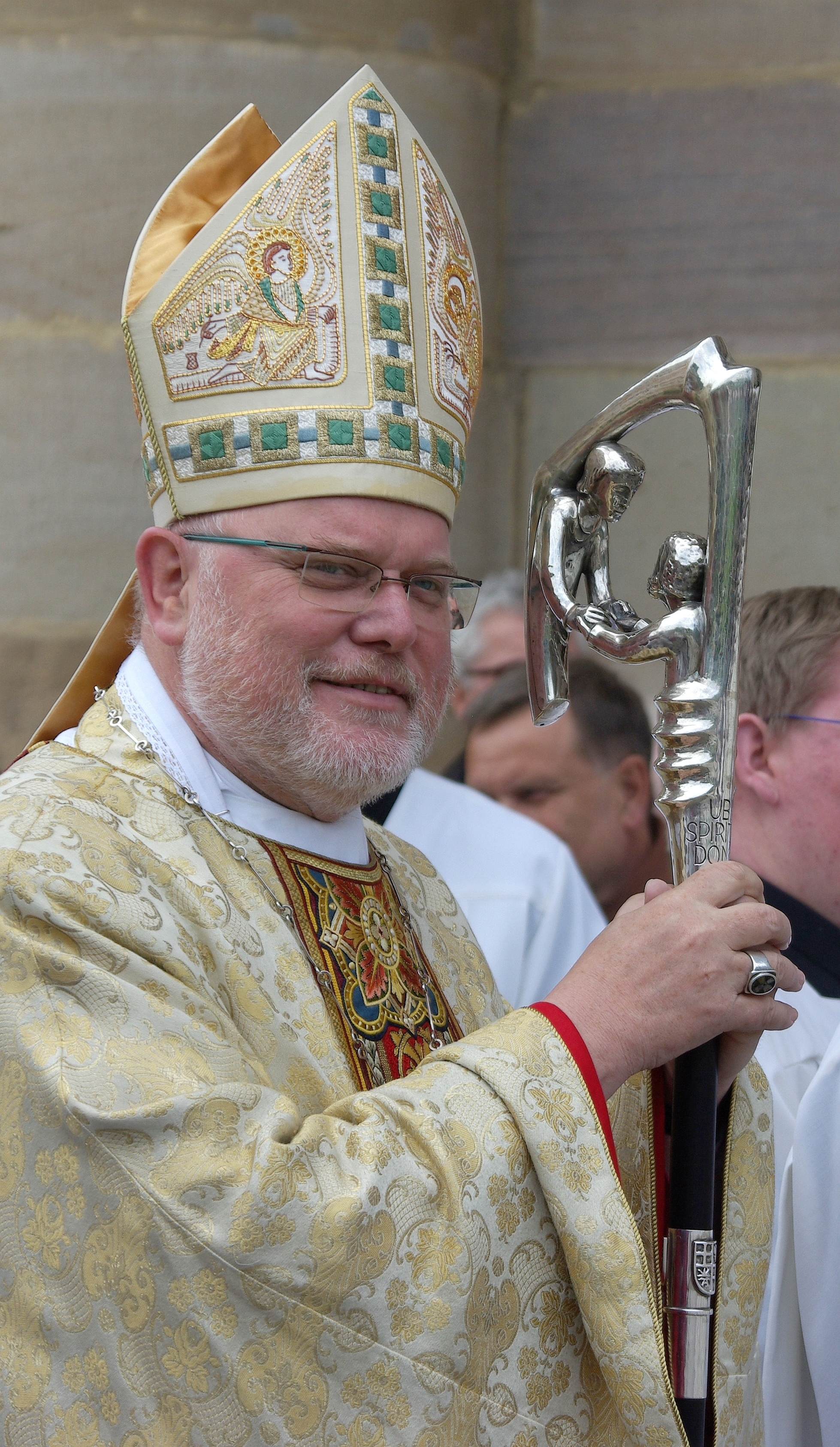
Erzbischof Reinhard Marx (2009)

Am 23. Juli 1996 ernannte ihn Papst Johannes Paul II. zum Titularbischof von Petina (Istrien) und zum Weihbischof im Erzbistum Paderborn. Die Bischofsweihe spendete ihm Erzbischof Johannes Joachim Degenhardt am 21. September desselben Jahres; Mitkonsekratoren waren die beiden Paderborner Weihbischöfe Hans Leo Drewes und Paul Consbruch. Am 20. Dezember 2001 berief ihn Papst Johannes Paul II. als Nachfolger Hermann Josef Spitals zum 102. Bischof von Trier. Er wurde am 1. April 2002 in sein Amt eingeführt. Sein Bischofsmotto Ubi spiritus domini, ibi libertas („Wo der Geist des Herrn wirkt, da ist Freiheit“) stammt aus 2 Kor 3,17 . Marx wurde 1999 Vorsitzender der Deutschen Kommission Justitia et Pax („Gerechtigkeit und Frieden“), die von der Deutschen Bischofskonferenz und dem Zentralkomitee der deutschen Katholiken getragen wird. In diesem Amt wurde er 2004 für weitere fünf Jahre bestätigt. Die Deutsche Bischofskonferenz wählte ihn auf der Herbst-Vollversammlung 2004 zum Vorsitzenden ihrer Kommission für gesellschaftliche und soziale Fragen. In Nachfolge von Anton Schlembach wurde Marx 2006 Großprior der Deutschen Statthalterei des Ritterordens vom Heiligen Grab zu Jerusalem.

### Erzbischof
Papst Benedikt XVI. ernannte Marx am 30. November 2007 zum Erzbischof von München und Freising. Er ist kraft dieses Amts zugleich Vorsitzender der Freisinger Bischofskonferenz. Am 29. Juni 2008 empfing Marx als Metropolit der Kirchenprovinz München und Freising im Petersdom zu Rom das Pallium. Als Nachfolger des Eichstätter Bischofs Gregor Maria Hanke wurde er am 1. Februar 2010 zum Großkanzler der Katholischen Universität Eichstätt-Ingolstadt ernannt; das Amt übernahm er im Oktober 2010.

### Kardinal

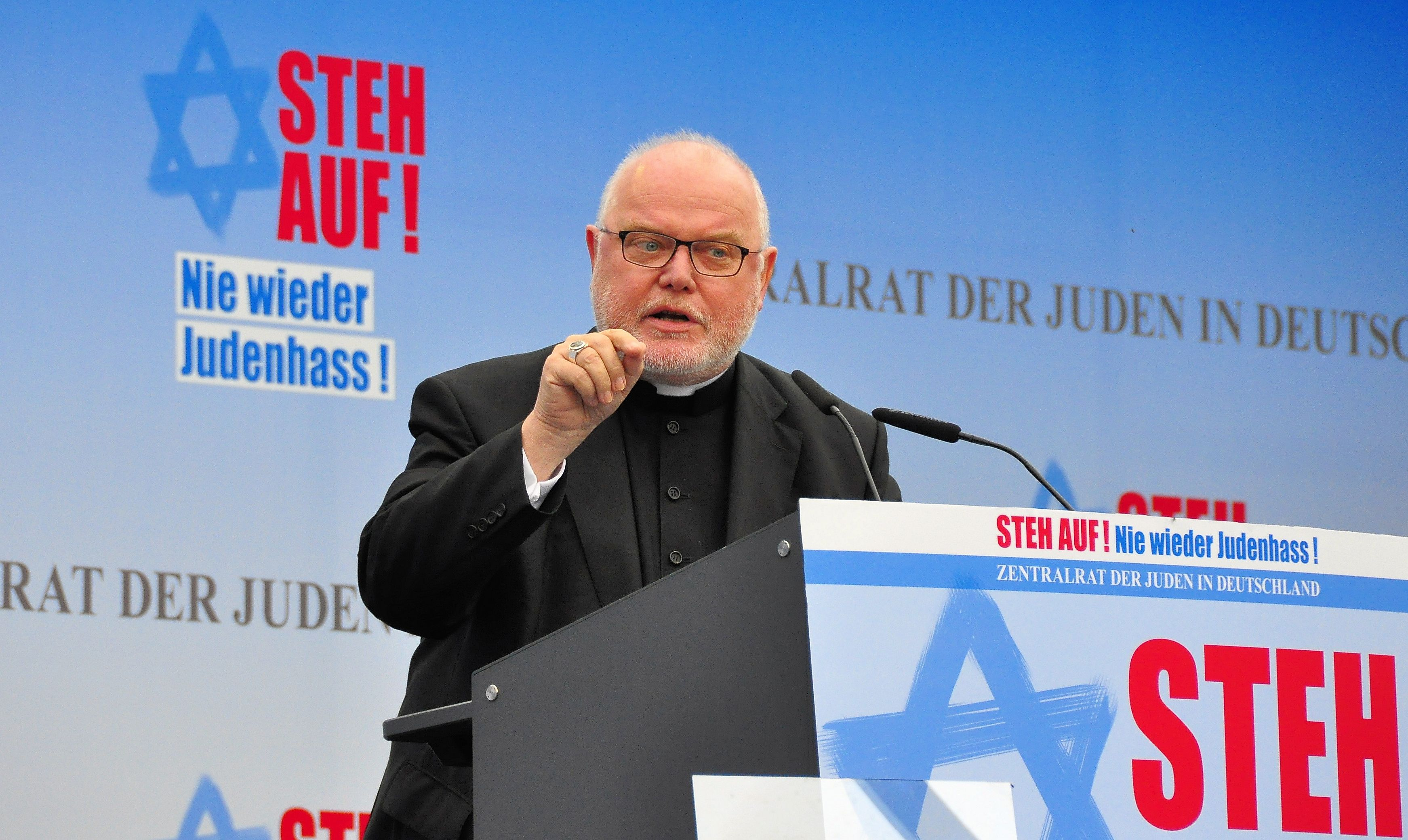
Marx spricht bei einer Kundgebung gegen Antisemitismus in Berlin, 14. September 2014

Im Konsistorium vom 20. November 2010 nahm Papst Benedikt XVI. Bischof Marx als Kardinalpriester mit der Titelkirche San Corbiniano in das Kardinalskollegium auf. Bis zur Kreierung Rainer Maria Woelkis im Februar 2012 war Kardinal Marx jüngstes Mitglied des Kardinalskollegiums.
Papst Franziskus berief Marx im April 2013 als ein Mitglied des Kardinalsrates, der den Papst bei der Leitung der Weltkirche berät und unter anderem im Hinblick auf eine Reform der Kurie Änderungen der apostolischen Konstitution Pastor Bonus, die die Organisation der Kurie regelte, vorbereiten sollte. Seit der Neubesetzung des Kardinalsrates im März 2023 gehört Marx diesem nicht mehr an. Er ist seit 2014 Mitglied des päpstlichen Wirtschaftssekretariats und dessen Kardinal-Koordinator. Als solcher gehörte er während der Sedisvakanz nach dem Tod von Papst Franziskus zur Interims-Leitung der katholischen Weltkirche als einer von drei Assistenten von Kardinalkämmerer Kevin Farrell. Die Kardinäle bestätigten Marx am 28. April 2025 aufgrund seines Amts als Koordinator des Wirtschaftsrats für diese Aufgabe.
Kardinal Marx war Teilnehmer am Konklave 2013 sowie am Konklave 2025.

### Bischofskonferenz
Am 12. März 2014 wurde Marx bei der Frühjahrsvollversammlung in Münster zum Vorsitzenden der Deutschen Bischofskonferenz gewählt. Seine Amtszeit betrug sechs Jahre. Am 11. Februar 2020 erklärte Marx, bei der anstehenden Wahl Anfang März 2020 nicht mehr für eine zweite Amtszeit zur Verfügung zu stehen. Am 3. März 2020 wählte die Deutsche Bischofskonferenz den Limburger Bischof Georg Bätzing zu seinem Nachfolger. Innerhalb der Bischofskonferenz ist Marx Vorsitzender der Publizistischen Kommission und Mitglied der Glaubenskommission; von 2016 bis 2022 war er ferner Mitglied der Kommission für gesellschaftliche und soziale Fragen.
Von 22. März 2012 bis März 2018 war Marx Präsident der Kommission der Bischofskonferenzen der Europäischen Gemeinschaft (COMECE). In diesem Amt wurde er im März 2015 für eine dreijährige Amtszeit bestätigt. Diesem Gremium gehörte er seit März 2006 als Delegierter der Deutschen Bischofskonferenz an und hatte seit 20. März 2009 das Amt eines Vizepräsidenten der COMECE inne. Das Amt des Vorsitzenden ist auf zwei Amtszeiten begrenzt. 2018 folgte ihm der Essener Bischof Franz-Josef Overbeck als Delegierter nach. Neuer Vorsitzender ist seither der Erzbischof von Luxemburg Jean-Claude Hollerich S.J.

### Umgang mit Fällen sexuellen Missbrauchs
Im Jahr 2006 hat es Marx als Bischof von Trier versäumt, gemäß den Leitlinien der Deutschen Bischofskonferenz zum Vorgehen bei sexuellem Missbrauch mehreren Fällen von sexuellem Missbrauch durch einen Trierer Diözesanpriester nachzugehen. Die Staatsanwaltschaft musste das Verfahren trotz hinreichenden Tatverdachts gegen den Priester wegen Verjährung einstellen. Obwohl sie die Fälle an Marx gemeldet hatte, reagierte er nicht darauf – weder der Beschuldigte noch das Opfer wurden von ihm angehört. Durch seinen Sprecher ließ er im Jahr 2019 bekanntgeben, dass sein Versäumnis ihn sehr plage und dass er heute anders handeln würde. Der Kriminologe Christian Pfeiffer warf Marx im Zusammenhang mit der Aufklärung der Fälle sexualisierter Gewalt in der Kirche vor, er habe Wissenschaftlern den Datenzugang versperrt, statt Transparenz zu ermöglichen. Die Kirche habe verhindert, dass Forscher „auch die in die Gegenwart ragende Mitverantwortung von Bischöfen, von Diözesen und Verwaltungen“ aufdecken.
Am 4. Juni 2021 wurde bekannt, dass Kardinal Marx mit einem Schreiben vom 21. Mai 2021 Papst Franziskus seinen Rücktritt als Erzbischof angeboten hatte. Marx schrieb in dem Brief, es gehe ihm im Kern darum, „Mitverantwortung zu tragen für die Katastrophe des sexuellen Missbrauchs durch Amtsträger der Kirche in den vergangenen Jahrzehnten“; es habe „viel persönliches Versagen und administrative Fehler“ gegeben, aber „eben auch institutionelles oder systemisches Versagen“. Die katholische Kirche sei an einem „toten Punkt“ angekommen, der aber auch „Wendepunkt“ werden könne. In einem Schreiben vom 10. Juni desselben Jahres lehnte der Papst den Rücktritt Marx’ ab und ermutigte ihn, „sich der Krise auszusetzen“. Er forderte ihn auf, weiterzumachen, „so wie Du es vorschlägst, aber als Erzbischof von München und Freising.“ Seinem Rücktrittsgesuch vorangegangen waren erste Erkenntnisse aus dem neuen Gutachten der Kanzlei Westpfahl Spilker Wastl (WSW) zu Missbrauchsfällen in seiner Diözese.
Das von ihm in Auftrag gegebene Gutachten zum sexuellen Missbrauch in der Erzdiözese München und Freising in den Jahren 1945 bis 2019, das am 20. Januar 2022 von der Kanzlei Westpfahl Spilker Wastl (WSW) vorgestellt wurde, wirft ihm vor, während seiner bisherigen Zeit als Erzbischof von München und Freising, „sich zu wenig persönlich um Missbrauchsfälle gekümmert und diese vor allem seiner Verwaltung überlassen zu haben“. Er selbst sehe bei sich große Schuld, weil er die Betroffenen übersehen hätte, sagte er bei einer Pressekonferenz am 27. Januar 2022. Konkret wirft ihm das Gutachten Verfehlungen in zwei Fällen vor. Im September 2022 traf Marx mit etwa 50 von sexuellem Missbrauch Betroffenen zusammen und entschuldigte sich persönlich und im Namen der Erzdiözese für das, was sie im Raum der Kirche erlitten hätten. Betroffenen, die beim Thema Aufarbeitung mithelfen, dankte er und betonte, sie leisteten auch für andere einen Dienst, wenn sie sich dabei erneut mit ihrem Schmerz auseinandersetzen müssten.
Im Januar 2023 erfolgte eine erneute Entschuldigung von Marx, in der er davon sprach, er könne Geschehenes „nicht rückgängig“ machen, „aber jetzt und zukünftig anders handeln. Und das tue ich“. Am gleichen Tag wurde durch eine Recherche von correctiv.org/BR bekannt, dass das von Marx geführte Erzbistum München und Freising in einem Missbrauchsverfahren vor dem Landgericht Traunstein nach eigener Aussage „keinen Verzicht auf die Einrede der Verjährung erklären“ wird, um die Klage eines Missbrauchsopfers abzuwenden. Die Erzdiözese München und Freising bezeichnete diese Berichterstattung als „unzutreffend“, eine Entscheidung über die Einrede der Verjährung sei noch nicht gefallen. Etwa eine Woche später gab die Erzdiözese bekannt, dass die Einrede der Verjährung nicht erhoben werde. Sie sei bereit, „zur Anerkennung des Leids des Klägers ein angemessenes Schmerzensgeld zu leisten und für darüber hinausgehende Schadensersatzbegehren eine angemessene Lösung zu finden“.

## Standpunkte

### Christliche Prägung der säkularen Gesellschaft
Im Jahr 2006 forderte er die Gläubigen in einer Weihnachtspredigt auf, an einer christlichen Zivilisation und Kultur mitzuarbeiten, auch gegen Widerstände: „So ist die Heilige Nacht ein Aufruf vor allem an die Christen selbst, in einer immer stärker multireligiösen und säkularen Welt die Alternative einer christlichen Zivilisation und Kultur zu zeigen. Dazu gehört der Mut zum Nonkonformismus, zu einem Lebensstil und einer Lebenskultur, die sich nicht einfach nach Meinungsumfragen richtet, sondern nach dem Evangelium und der Erfahrung und der Erkenntnis, die aus dem Glauben kommen. Wir brauchen keine Verwässerung des christlichen Glaubens durch Anpassung, sondern wir brauchen einen Neuaufbau christlicher Lebenskultur, die ausstrahlt.“

### Säkulare Gesellschaft als Maßstab für die Kirche
In einer Ansprache beim Berliner Michaelsempfang am 10. Oktober 2018 bezeichnet er die säkulare Gesellschaft als Herausforderung für das Christentum, an der sie sich orientieren solle. Insofern die Säkularisierung die Grundlage der modernen Gesellschaft sei, solle sie von der Kirche auch positiv bewertet werden. Nur eine säkulare Gesellschaft könne auch offen und plural sein. Durch Druck von außen könne die Kirche dazu gebracht werden, die modernen Standards einer säkularen Gesellschaft zu übernehmen.

### Dialektik der Aufklärung
Eine zentrale Größe im Denken Marx’ ist der Begriff „Freiheit“, der sich auch in seinem bischöflichen Wahlspruch wiederfindet. Marx versteht die Freiheit des Menschen von der christlichen Anthropologie her. Der Mensch als Ebenbild Gottes sei „Selbststand in Relation“. Dabei ist für Marx „Selbststand“ die unantastbare Würde des Menschen, über die kein anderer verfügen darf. Von „Relation“ spricht er, weil er – dem christlichen Menschenbild folgend – die Menschen für grundsätzlich aufeinander bezogen und anders nicht für denkbar hält. Der Mensch sei frei, weil Gott als Schöpfer ihn anspreche und sage: Du sollst leben. Marx räumt ein, dass in der „Frühphase ihrer Artikulation […] die Menschenrechte durch die Kirche aggressiv abgelehnt“ und als „zügellose Freiheitslehren“ zurückgewiesen wurden. Er verweist aber auch auf die Enzyklika Pacem in terris von 1963, „mit der sich die kirchliche Würdigung der Menschenrechte Bahn brach.“
Den modernen Freiheitsbegriff betreffend formuliert Marx drei Positionen:
1. er wolle kein Zurück in eine alte Welt;
2. die Aufklärung beantworte nicht, was Inhalt der Freiheit sein solle. Marx fordert das Projekt einer „Dialektik der Aufklärung“, einer „aufgeklärten Aufklärung“;
3. Im Zentrum dieses Projektes müsse der Mensch und seine Würde stehen, die immer wieder in Gefahr stehe.

Die Rolle der Kirche dürfe dabei nicht die eines „Moralproduzenten“ sein. Sie müsse vielmehr das Evangelium verkünden, das den Menschen einen Zugang zu Gott eröffnen wolle. So offenbare sie eine Wirklichkeit, die größer sei als der Mensch, und kümmere sich trotzdem um diesen. In nahezu allen Äußerungen zu wirtschaftspolitischen oder sozialethischen Themen kommt bei Marx zum Vorschein, dass die Freiheit eines Menschen von Gott herrühre und daher unverhandelbar sei. In der Wirtschaftspolitik müsse gelten, dass die Ökonomie für den Menschen da sei, nicht umgekehrt.
Reinhard Marx ist Mitautor des 1997 veröffentlichten gemeinsamen Sozialworts der Kirchen. Interpretatorisch bezugnehmend auf die christliche Soziallehre begreift es menschliche Arbeit als dem Kapital vorrangig und fordert in diesem Zusammenhange eine verstärkte Eigenverantwortung. Teilweise wurde es als Kritik der Kohl’schen Sozialpolitik verstanden.

### Lehre
Als zuständiger Bischof suspendierte er im Jahre 2003 nach dem ökumenischen Kirchentag in Berlin den emeritierten Theologieprofessor Gotthold Hasenhüttl vom Priesteramt, weil dieser während des ökumenischen Kirchentages in einem Abendmahlsgottesdienst gegen ein unmittelbar zuvor wiederholtes päpstliches Verbot gemeinsam interzelebriert hatte. Die Suspendierung wurde im Jahre 2004 vom Vatikan bestätigt. In demselben Jahr verweigerte Marx der Tübinger Ethikerin Regina Ammicht Quinn das nihil obstat für die Lehre an der Universität des Saarlandes.

### Verhältnis von Eucharistievorsitz und Gemeindeleitung
Er legt theologisch großen Wert auf die Lehre der „Eucharistischen Ekklesiologie“ nach Joseph Ratzinger, wonach sich die Kirche als Volk Gottes in erster Linie vom Leib Christi her, also von der Eucharistiefeier her konstituiert. Da die Eucharistiefeier untrennbar mit dem geistlichen Amt verbunden ist, kommt diesem eine besondere Bedeutung zu. „Das kirchliche Amt ist deshalb nicht irgendein Funktionärswesen oder ein Beamtenapparat, der für die Organisation gebraucht wird. Eine solch funktionale Sicht des kirchlichen Amtes, des priesterlichen Dienstes, des bischöflichen Dienstes entspricht nicht dem, was das Volk Gottes in zweitausend Jahren gelebt und im Glauben bezeugt hat.“ Der Pfarrer als Leiter einer Pfarrei ist demnach „der Gesandte Christi selbst in dieser Pfarrei durch den Bischof.“ Deutlich differenziert er auch, was eine Pfarrei ausmacht, wenn er sagt: „Die Eucharistiefeier konstituiert die Pfarrei, nicht das Gebäude, nicht das Pfarrheim, sondern die Feier der Eucharistie macht eine Pfarrei zum Volk Gottes, macht ein Bistum zum Volk Gottes, macht die Kirche zum Volk Gottes.“ Im Februar 2021 setzte er sich in einem Hearing des Synodalen Weges dafür ein, dass die Verbindung von Eucharistievorsitz und Gemeindeleitung aufgehoben wird. Wörtlich sagte er: „Nur wenn die Repräsentation in der Eucharistie verbunden ist mit der Macht in der Kirche, dann habe ich größte Probleme. So kann das ja nicht sein. Man verknüpft das ja. Man sagt, nur der Repräsentant in der Eucharistie ist, ist auch derjenige, der die Kirche leitet. Und da komme ich dann natürlich zu dem Schluss: Also können nur Männer die Kirche leiten. Das kann ja nicht sein. Also ich kann mir nicht vorstellen, dass das für die Zukunft irgendeine Perspektive ist. Wenn, dann müsste man die Jurisdiktion und die Sakramentalität trennen.“ Das Zweite Vatikanische Konzil hatte diese Verbindung zuletzt sehr stark gemacht, und zwar vor allem im 3. Kapitel der Konstitution über die Kirche lumen gentium, dessen Aussagen dann im Dekret über Dienst und Leben der Priester presbyterorum ordinis weiter entwickelt wurden.

### Haltung zu Homosexualität und Sexualethik
Im Jahr 2011 nahm Marx am Gesprächsforum der katholischen Kirche in Mannheim teil und nannte laut Evangelischem Pressedienst als einen Schwerpunkt für Veränderung in der katholischen Kirche den Umgang mit „gescheiterten und zerbrochenen Menschen, wozu er unter anderem Geschiedene und Homosexuelle zählte“. Der Lesben- und Schwulenverband kritisierte dies als „beleidigend und herabwürdigend“ und verlangte entweder eine Richtigstellung oder eine Entschuldigung. In einer Reaktion auf die Kritik sagte Marx, er sei „sehr unglücklich darüber“, wie seine Äußerungen dargestellt worden seien. Man könne „wirklich nicht davon sprechen, dass Homosexuelle – oder auch Geschiedene – gescheiterte Menschen wären“. In einem Interview sagte Marx, die Kirche habe im Umgang mit dem Thema Homosexualität „nicht immer den richtigen Ton getroffen“. Es bleibe aber bei der kirchlichen Haltung, „dass die Sexualität in die treue eheliche Beziehung zwischen Mann und Frau gehört, die offen für Kinder“ sei. Es sei bedauerlich, „wenn dieser Ehebegriff aufgelöst werden soll und damit die christliche Auffassung von Ehe und das staatliche Konzept weiter auseinandergehen“. Dass nicht alle Menschen so leben könnten, sei „eine seelsorgerische Herausforderung“.
Nachdem Anfang 2021 ein homosexueller Priesterseminarist des dem Erzbistum München und Freising unterstehenden Münchner Priesterseminars bei Instagram ein Selfie mit einem homosexuellen TV-Prominenten veröffentlicht hatte, wurde er „nach Rücksprache mit Reinhard Kardinal Marx“ umgehend des Seminars verwiesen. Eine Stellungnahme blieb von Marx’ Seite aus.
Im März 2022 feierte Kardinal Marx eine heilige Messe aus Anlass des 20-jährigen Bestehens von Queer-Gottesdiensten in München. In seiner Predigt bat er um Entschuldigung für die Diskriminierung Homosexueller durch die katholische Kirche. Er wolle dafür einstehen, „dass wir Schritt für Schritt zu einer inklusiven Kirche werden“, und dabei versuchen, diejenigen mitzunehmen, denen das schwerfalle. Beim Reformprojekt Synodaler Weg unterstützt er die von der Mehrheit angestrebte Neuakzentuierung der katholischen Sexuallehre, ohne einer „laxen Moral“ den Weg bereiten zu wollen; er zeigte sich überzeugt, dass Liebe, Verlässlichkeit und Treue auch in nicht heterosexueller Form ihren Ausdruck finden können. Allerdings sehe er in der Kirche „heftigste Debatten“ voraus, auch international. Marx sagte zu, dass entsprechende Beschlüsse beim Synodalen Weg, etwa zu Segensfeiern für homosexuelle Paare, in seinem Erzbistum umgesetzt würden.

### Beziehung von Kirche und Staat
In einer Rede am 13. Oktober 2009 vor dem Bayerischen Landtag in München vertrat Marx den Standpunkt, die Religionsausübung sei keine Privatsache, sondern eine öffentliche Angelegenheit, da Religion zu den Grundlagen von Staat und Gesellschaft beitrage. Die „Idee einer positiven Neutralität des Staates gegenüber der Religion“ gehe davon aus, dass der säkulare Rechtsstaat sich nicht aus sich selbst begründen könne, sondern auf andere Sinnstifter angewiesen sei. Weltanschauliche Neutralität des Staates würde keineswegs eine Wertneutralität des Staates beinhalten.
Reinhard Marx ist es ein wichtiges Anliegen, den Sonntag als „großes Kulturgut“ zu schützen, wie er in einem Gespräch mit Landesbischof Heinrich Bedford-Strohm deutlich machte.
Als Präsident der EU-Bischofskommission COMECE kritisierte Marx im Februar 2018 den in Island von Parlamentsmitgliedern vorgelegten Gesetzentwurf zum Verbot der Beschneidung von Jungen, der einen „gefährlichen Angriff auf die Religionsfreiheit“ darstelle.
Im April 2018 kritisierte Marx den bayerischen Ministerpräsidenten Markus Söder in Bezug auf die Begründung für dessen Beschluss, in allen Behördengebäuden unter Verwaltung des Freistaats Bayern Kreuze anbringen zu lassen. Durch die Entscheidung seien „Spaltung und Unruhe“ entstanden. Es stehe dem Staat auch nicht zu, zu erklären, was das Kreuz bedeute. Die gesellschaftliche Debatte über das Kreuz bezeichnete Marx für wichtig, aber es müssten alle einbezogen werden: Christen, Muslime, Juden und jene, die gar nicht gläubig seien.
Im Juli 2018 äußerte Marx unter Bezugnahme auf einen „Trend […] zum Nationalen, zur Selbstbehauptung“, den er beobachtet habe: „Nationalist sein und katholisch sein, das geht nicht.“ Ebenso kritisierte er den Kurs der CSU. Eine Partei, die das C im Namen trage, habe auch eine Verpflichtung übernommen, die besonders gegenüber Armen und Schwachen wie etwa Flüchtlingen gelte. Er missbilligte ferner den Gebrauch des Wortes „Asyltourismus“: Dies klinge, „als wären da Leute unterwegs in den Ferien“, viele riskierten jedoch ihr Leben. Bereits im Herbst 2015 hatte Marx klargestellt: „Unsere christliche Identität wäre in Gefahr, wenn wir den Flüchtlingen nicht helfen. Wenn wir Menschen in Not sozusagen an unseren Grenzen sterben lassen, dann pfeife ich auf die christliche Identität. […] Christliche Identität bedeutet als Erstes, dem Nächsten begegnen, der schwach ist. Sonst habe ich irgendetwas falsch verstanden im Evangelium.“ Im Februar 2016 äußerte er: „Überlegungen, an den Grenzen auf wehrlose Flüchtlinge zu schießen, sind inakzeptabel und menschenfeindlich. Parteien, die so etwas äußern, sind keine Alternative für Deutschland.“

### Kritische Reaktionen auf eine Jerusalemreise
Im Oktober 2016 besuchte Kardinal Marx zusammen mit dem evangelischen Landesbischof Heinrich Bedford-Strohm Israel. Beide legten in Jerusalem eigener Aussage zufolge „aus Respekt vor den Gastgebern“ beim Besuch des Felsendoms und der Klagemauer ihr Brustkreuz ab. Dies wurde in Teilen der Öffentlichkeit, vor allem in konservativen Kreisen, als „Verleugnung des Kreuzes“ ausgelegt, die Geste käme einer „Unterwerfung“ oder „Selbstaufgabe“ gleich. Der jüdische Historiker Michael Wolffsohn zeigte sich in einem offenen Brief empört von der Kreuzablegung und trat für Toleranz ein, die der Islam und das Judentum auch gegenüber dem Christentum aufzubringen hätten. Als Sohn einer jüdischen Familie, die selbst unter dem Naziregime gelitten hatte, zeigte er sich ebenso empört über die von evangelisch.de kolportierte Behauptung, dass vor allem „rechtsgerichtete Kreise“ die Kreuzablegung kritisiert hätten.

### Priesterliches Leben
Marx vertritt die Haltung, dass Priester nicht nur im Stand des Zölibates leben können, sondern dass auch verheiratete Priester in der römisch-katholischen Kirche möglich sein sollten. Er sprach sich im Februar 2022 für die Abschaffung des Pflichtzölibats aus und sagte: „Ich denke, so wie es jetzt ist, kann es nicht weitergehen.“ Es war das erste Mal, dass Marx sich in dieser Frage so deutlich positionierte.
Er tat dies kurz vor dem Beginn der dritten Synodalversammlung des Synodalen Wegs, die vom 3. bis zum 5. Februar 2022 stattfand.

### Wahlspruch und Wappen
Als Bischof wählte Reinhard Marx den Wahlspruch Ubi spiritus domini ibi libertas („Wo der Geist des Herrn (wirkt/herrscht), dort [ist] Freiheit“) aus dem 2. Brief des Paulus an die Korinther (2 Kor 3,17 ). Er selbst schreibt dazu: „Mit diesem Wort (…) wollte ich deutlich machen, dass Freiheit das wesentliche Thema unseres Glaubens ist. (…) In der modernen Welt wurde dem Glauben ja unterstellt, dass er mit einem Freiheitsverlust einhergeht. Aber das Gegenteil ist der Fall. Freiheit ist die Voraussetzung für Verantwortung und Liebe. (…)“ Marx trägt den Markuslöwen im Wappen, ein Verweis auf den Evangelisten; sein Familienname ist etymologisch eine Kurzform von Markus.
| Bischofsamt                         | Wappen | Blasonierung des Schildes |
| ----------------------------------- | ------ | --- |
| Weihbischof in Paderborn            |        | Geviert, 1 in rot ein goldenes Kreuz das Bistumswappen von Paderborn, 2 Doppeladler auf einem schwarzen Kreuz erinnert an die St.-Klemens-Komende in Dortmund, ursprünglich eine Niederlassung des Deutschen Ordens, jetzt Sozialinstitut des Erzbistums Paderborn, dessen Direktor Reinhard Marx seit 1989 war. 3 aus dem Stadtwappen von Arolsen, dort hatte er seine erste Vikarstelle, 4 weißes Kreuz auf blauem Grund, das Wappen seiner Heimatstadt Geseke. „Drei Viertel“ des weihbischöflichen Wappens beziehen sich mithin auf biographische Stationen des Wappeninhabers. |
| Bischof von Trier                   |        | Großes Wappen, rotes Kreuz auf weißem Grund, das Bistumswappen von Trier. Kleines Wappen aufgesetzt, auf blauem Grund ein hersehender geflügelter goldener Löwe, eine aufgeschlagene Bibel, darin die griechischen Buchstaben Alpha und Omega, in der Vordertatze haltend. Dies ist das Evangelistensymbol für den Evangelisten Markus. Somit wurde das Wappen zum „redenden Wappen“, da Markus der Ursprung des Familiennamens Marx ist. |
| Erzbischof von München und Freising |        | Geviert, 1 und 3 in Gold ein rotlippiger Mohrenkopf mit roter Krone, Spitzenkragen und Ohrring, 2 und 4 in Rot ein hersehender geflügelter goldener Löwe, eine aufgeschlagene Bibel, darin die griechischen Buchstaben Alpha und Omega, in der Vordertatze haltend. Das Wappen zeigt den Freisinger Mohr (traditionell im Wappen der Münchner Erzbischöfe) sowie eine Variante des Symbols des Hl. Markus (Flügellöwe und aufgeschlagener Bibel), das auf den Ursprung des Namens Marx (‚Marks‘ oder ‚Marx‘ aus ‚Markus‘ kontrahiert) hindeutet.                                    |

## Mitgliedschaften

### Römische Kurie
- Mitglied in der Kongregation für das Katholische Bildungswesen (seit 2010)[68]
- Mitglied im Päpstlichen Rat für Gerechtigkeit und Frieden (seit 2010)[69]
- Mitglied im Päpstlichen Rat für die Laien (seit 2014)[70]
- Mitglied der Kongregation für die orientalischen Kirchen (bestätigt 2014[71])
- Mitglied des Päpstlichen Wirtschaftsratssekretariat (seit 2014) und dessen Kardinal-Koordinator, 2020 im Amt bestätigt[72]

### Bischofskonferenzen
- Vorsitzender der Deutschen Bischofskonferenz (2014 bis 2020)
- Vorsitzender der Freisinger Bischofskonferenz (seit 2008)[73]
- Vorsitzender der Publizistischen Kommission der Deutschen Bischofskonferenz
- Mitglied der Glaubenskommission der Deutschen Bischofskonferenz
- Mitglied der Kommission für gesellschaftliche und soziale Fragen der Deutschen Bischofskonferenz

### Weitere Mitgliedschaften
- Mitglied der Fondazione Centesimus Annus Pro Pontifice
- Mitglied des Verbands der Wissenschaftlichen Katholischen Studentenvereine Unitas e. V. (W.K.St.V. Unitas Hathumar zu Paderborn, W.K.St.V. Unitas Winfridia Münster und W.K.St.V. Unitas München[74])
- Mitglied der St. Sebastianus Schützenbruderschaft Geseke 1412
- Ehrenmitglied mehrerer Studentenverbindungen des CV (K.D.St.V. Angrivaria Dortmund, KDStV Aenania München, KAV Capitolina Rom) und KV (K.St.V. Ostmark-Beuthen Paderborn[75], K.S.St.V. Alemannia München)
- von März bis Mai 2011 Mitglied der Ethikkommission für eine sichere Energieversorgung
- Mitglied des Bundesligisten Borussia Dortmund
- Mitglied des Traditionsvereins Eintracht Trier[76]

## Initiativen
2020 gründete Reinhard Marx die gemeinnützige Stiftung Spes et Salus („Hoffnung und Heil“), mit der Menschen unterstützt werden sollen, die von sexuellem Missbrauch im Bereich der römisch-katholischen Kirche betroffen sind, um so das Engagement der Kirche in der Prävention gegen sexuellen Missbrauch und bei der Aufarbeitung und Anerkennung des Leids Betroffener zu ergänzen. Die Stiftung wird mit dem Zentrum für Kinderschutz an der Päpstlichen Universität Gregoriana und der Stiftung Begegnungszentrum der Erzdiözese München und Freising in Rom kooperieren. Marx brachte mit 500.000 Euro den größten Teil seines Privatvermögens in die Stiftung ein.

## Ehrungen
Marx war zur Auszeichnung mit dem Großen Bundesverdienstkreuz vorgesehen, das ihm am 30. April 2021 von Bundespräsident Walter Steinmeier verliehen werden sollte. Das Bundespräsidialamt erläuterte, die Ehrung gelte dem ehemaligen Vorsitzenden der Bischofskonferenz, der sich „in besonderer profilierter Weise für Gerechtigkeit und Solidarität in der Gesellschaft“ eingesetzt habe. Die Ehrung kritisierten Vertreter der von sexuellem Missbrauch in der römisch-katholischen Kirche Betroffenen, da Marx’ Rolle in mehreren Missbrauchsfällen während seiner Zeit als Bischof von Trier und der Vorwurf der Vertuschung „noch längst nicht ausgeräumt“ und verschiedene Untersuchungen dazu noch nicht abgeschlossen seien. Für Betroffene sei eine Ehrung „kaum zu ertragen.“ Marx verzichtete daraufhin seinerseits mit Rücksicht auf diejenigen, die daran Anstoß nähmen, auf die Verleihung der Auszeichnung.
- 2002 Maju-Medienpreis[83]
- 2002 Ernennung zum Geistlichen Prokurator der St. Sebastianus Schützenbruderschaft Geseke 1412 e. V.
- 2003 Franz-Weißebach-Preis
- 2007 Peter-Altmeier-Medaille[84]
- 2008 Ehrenbürger seiner Geburtsstadt Geseke
- 2009 Ehrendoktorwürde der Philosophisch-Theologischen Hochschule Vallendar
- 2009 Corine – Internationaler Buchpreis für Das Kapital. Ein Plädoyer für den Menschen
- 2011 Preis Soziale Marktwirtschaft der Konrad-Adenauer-Stiftung e.V
- 2011 Bayerische Verfassungsmedaille in Gold
- 2014 Bayerischer Verdienstorden
- 2015 Alexander-Rüstow-Plakette der Aktionsgemeinschaft Soziale Marktwirtschaft[85]
- 2017 Ökumenischer Preis der Katholischen Akademie Bayern[86]
- 2019 Ehrendoktorwürde des Institut Catholique de Paris[87]
- 2020 Augsburger Friedenspreis, zusammen mit Heinrich Bedford-Strohm[88]

## Schriften
- Ist Kirche anders? Abhandlungen zur Sozialethik. Paderborn 1990.
- Ihr seid der Brief Christi. Priestersein im Zeugnis von Therese von Lisieux, Johannes XXIII. und Romano Guardini. Paderborn 1999 (gemeinsam mit Peter Schallenberg).
- Christliche Sozialethik: Konturen – Prinzipien – Handlungsfelder. Paderborn 2002 (gemeinsam mit Helge Wulsdorf).
- Wir haben Christi Sinn. Heilige als Vorbilder priesterlicher Spiritualität. Paderborn 2002 (gemeinsam mit Peter Schallenberg).
- Gerechtigkeit ist möglich. Zwischenrufe zur Lage des Sozialstaats. Freiburg 2004 (gemeinsam mit Bernhard Nacke).
- Gerechtigkeit vor Gottes Angesicht. Worte, die weiterführen. Freiburg 2006.
- Das Kapital. Ein Plädoyer für den Menschen. Unter Mitarbeit von Arnd Küppers. München 2008.
- Glaube und Bildung. Ein Dialog zwischen Theologie und Erziehungswissenschaft. Schöningh, Paderborn 2013 (gemeinsam mit Klaus Zierer).
- glaube! Kösel, München 2013, ISBN 978-3-466-37084-9.
- Kirche überlebt. Kösel, München 2015, ISBN 978-3-466-37152-5.
- mit Heiner Koch und Franz-Josef Bode: Damit Familien eine Zukunft haben. Leipzig 2015.
- Gerechtigkeit und Teilhabe für alle. 125 Jahre Rerum novarum und die Katholische Soziallehre. In: Katholische Sozialwissenschaftliche Zentralstelle (Hrsg.): Kirche und Gesellschaft (= Grüne Reihe Nr. 432). J. P. Bachem, Köln 2016, ISBN 978-3-7616-3134-8.
- Freiheit. Kösel Verlag, München 2020, ISBN 978-3-466-37261-4.